# Kamuy
 (septembre 2024).
La mise en forme du texte ne suit pas les recommandations de Wikipédia : il faut le « wikifier ».
Les points d'amélioration suivants sont les cas les plus fréquents. Le détail des points à revoir est peut-être précisé sur la page de discussion.
- Les titres sont pré-formatés par le logiciel. Ils ne sont ni en capitales, ni en gras.
- Le texte ne doit pas être écrit en capitales (les noms de famille non plus), ni en gras, ni en italique, ni en « petit »…
- Le gras n'est utilisé que pour surligner le titre de l'article dans l'introduction, une seule fois.
- L'italique est rarement utilisé : mots en langue étrangère, titres d'œuvres, noms de bateaux, etc.
- Les citations ne sont pas en italique mais en corps de texte normal. Elles sont entourées par des guillemets français : « et ».
- Les listes à puces sont à éviter, des paragraphes rédigés étant largement préférés. Les tableaux sont à réserver à la présentation de données structurées (résultats, etc.).
- Les appels de note de bas de page (petits chiffres en exposant, introduits par l'outil «  Source ») sont à placer entre la fin de phrase et le point final[comme ça].
- Les liens internes (vers d'autres articles de Wikipédia) sont à choisir avec parcimonie. Créez des liens vers des articles approfondissant le sujet. Les termes génériques sans rapport avec le sujet sont à éviter, ainsi que les répétitions de liens vers un même terme.
- Les liens externes sont à placer uniquement dans une section « Liens externes », à la fin de l'article. Ces liens sont à choisir avec parcimonie suivant les règles définies. Si un lien sert de source à l'article, son insertion dans le texte est à faire par les notes de bas de page.
- La présentation des références doit suivre les conventions bibliographiques. Il est recommandé d'utiliser les modèles {{Ouvrage}}, {{Chapitre}}, {{Article}}, {{Lien web}} et/ou {{Bibliographie}}. Le mode d'édition visuel peut mettre en forme automatiquement les références.
- Insérer une infobox (cadre d'informations à droite) n'est pas obligatoire pour parachever la mise en page.

Pour une aide détaillée, merci de consulter Aide:Wikification.
Si vous pensez que ces points ont été résolus, vous pouvez retirer ce bandeau et améliorer la mise en forme d'un autre article.
Un kamuy (aïnou : カムィ ; japonais : カムイ, romaji : kamui) est un être spirituel ou divin de la mythologie aïnoue, un terme désignant une entité surnaturelle composée ou possédant de l'énergie spirituelle.
Les Aïnous, peuple autochtones d'une partie du Japon, possèdent de nombreux mythes sur les kamuy, transmis par le biais de traditions orales et de rituels. Les histoires des kamuy étaient représentées dans des chants et des performances qui étaient souvent exécutées lors de rituels sacrés.

## Concept
Dans son concept, la notion de kamuy est similaire à celle de kami dans la mythologie japonaise, mais cette traduction masque certaines nuances du terme. Le missionnaire et anthropologue John Batchelor a d'ailleurs émit l'hypothèse que le terme japonais était d'origine aïnoue. L'usage du terme est très étendu et contextuel chez les Aïnous et peut faire référence à quelque chose considéré comme particulièrement positif ainsi qu'à quelque chose considéré comme particulièrement fort. Kamuy peut faire référence à des êtres spirituels, notamment des animaux, des plantes, la météo et même des outils humains. 
Les kamuy sont nombreux ; certains sont délimités et nommés, comme Kamuy Fuchi, la déesse du foyer, tandis que d'autres ne le sont pas. Les équivalents des anges gardiens sont appelés Ituren-Kamui. Les kamuy ont souvent des associations très spécifiques, par exemple, il existe un Kamuy du courant de fond. Batchelor compare le mot avec le terme grec daimon.
Les divinités personnifiées de la mythologie aïnoue portent souvent le terme kamuy dans leur nom.
Il est dit que « Sans les kamui, les Aïnous et les autres êtres du monde terrestre ne seraient rien, tout comme, sans les humains, les kamui s'ennuieraient bien ».

## Folklore

### Mythe de la création
Une légende dans la cosmogonie des Aïnous raconte qu'au début du monde, il n'y avait que de l'eau et de la terre mélangées dans une boue. Rien n'existait à part les démons du tonnerre dans les nuages et le premier kamuy créé par lui-même. Le premier kamuy envoya alors un esprit oiseau, moshiri-kor-kamuy, pour rendre le monde habitable. La bergeronnette printanière a vu l'état marécageux de la terre et a volé au-dessus des eaux, et a frappé la terre avec ses pattes et sa queue. Après beaucoup de travail, des zones de terre sèche sont apparues, semblant flotter au-dessus des eaux qui les entouraient. Ainsi, les Aïnous désignent le monde par le terme moshiri, qui signifie « terre flottante ». La bergeronnette printanière est également un oiseau vénéré en raison de cette légende.

### Ape-kamuy
Une fois la terre formée, le premier kamuy, autrement connu sous le nom de kanto-kor-kamuy, l'esprit céleste, envoya d'autres kamuy sur la terre. Parmi ces kamuy se trouvait ape-kamuy (également appelée kamuy huchi ou ape huchi), l'esprit du feu. Ape-kamuy était l'esprit le plus important, régnant sur nusa-kor-kamuy (esprit de l'autel cérémoniel), ram-nusa-kor-kamuy (esprit de l'autel cérémoniel inférieur), hasinaw-kor-kamuy (esprit de la chasse) et wakka-us-kamuy (esprit de l'eau). En tant que kamuy la plus importante, l'entremise de l'ape-kamuy est nécessaire pour les prières et les cérémonies. Elle est le lien entre les humains et les autres esprits et divinités, et transmet les prières du peuple aux esprits appropriés.

## Histoire orale
Les Aïnous n'avaient pas de système d'écriture propre, et une grande partie de la mythologie aïnoue était transmise oralement sous la forme de kamuy yukar (épopées divines), de longs vers traditionnellement racontés par des chanteurs lors d'un rassemblement. Le kamuy yukar était considéré comme une forme importante de communication entre les kamuy et les humains, au même titre que les prières et les rituels. Chaque kamuy yukar raconte les aventures d'une divinité ou d'un héros, généralement à la première personne, et certains d'entre eux sont très longs, contenant jusqu'à 7 000 vers. En général, cependant, ils sont considérés comme plus courts en longueur par rapport aux autres types de genres oraux de la culture aïnoue. Certains yukar se contredisent, attribuant les mêmes événements à différentes divinités ou héros ; cela résulte principalement de l'organisation de la culture aïnoue en petits groupes relativement isolés. Les traces de ces poèmes n'ont commencé à être conservées qu'à la fin du XIXe siècle, par des missionnaires occidentaux et des ethnographes japonais ; cependant, la tradition aïnoue de mémorisation du yukar en a préservé un grand nombre.
Bien que le kamuy yukar soit considéré comme l'un des plus anciens genres de performances orales aïnoues, l'anthropologue Emiko Ohnuki-Tierney suppose qu'il existe plus de 20 types de genres. À l'origine, il semble que le kamuy yukar était pratiqué uniquement à des fins religieuses par les femmes qui assumaient le rôle de chamanes. Les chamans seraient devenus possédés et ont rétracté leurs chants, ce qui explique peut-être pourquoi le kamuy yukar est exécuté avec un récit à la première personne. Au fil du temps, le kamuy yukar est devenu moins un rituel sacré, servant plutôt de divertissement et de moyen de transmettre des traditions et des histoires culturelles. Aujourd'hui, le kamuy yukar n'est plus pratiqué dans la tradition Horobetsu. Les seules traces de chants traditionnels se trouvent dans des documents écrits, notamment ceux de Yukie Chiri (1903-1922), une femme aïnoue de Horobetsu qui a écrit des fragments de chants traditionnels interprétés par sa grand-mère. Elle a compilé les chants historiques de sa tante Imekanu dans un livre intitulé Ainu shin'yoshu.

## Rituels de «renvoi»
Les Aïnous ont des rituels au cours desquels ils « renvoient » les kamuy aux cieux avec des cadeaux (offrandes). Il existe différents rituels de ce type, notamment l'iomante (iyomante), la cérémonie de l'ours. Les rituels s'articulent autour de l'idée de libérer les kamuy de leurs déguisements, leurs hayopke, qu'ils ont revêtu pour visiter le monde humain afin de recevoir des cadeaux de ces derniers. Les kamuy dans leur hayopke choisissent le chasseur qui les chassera, leur donnant en échange la chair de l'animal. Une fois le hayopke brisé, les kamuy sont libres de retourner dans leur monde avec les cadeaux des humains.

### Iomante
L'iomante (également orthographié iyomante) est un rituel au cours duquel les gens « renvoient » l'invité, l'esprit de l'ours, vers sa demeure céleste via un sacrifice. Un ours est élevé par la femme du maître du rituel dès son plus jeune âge. Lorsqu'il est temps pour le rituel sacrificiel, les hommes créent des bâtons de prière (inau) pour l'autel (nusa-san), des flèches cérémonielles, de l'alcool et des cadeaux pour l'esprit afin de se préparer au rituel. Des prières sont ensuite adressées aux ape-kamuy, et des danses, des chants et des yukar sont exécutés.
La partie principale (sacrificielle) du rituel est effectuée le lendemain, dans un espace rituel près de l'autel extérieur. Des prières sont adressées à divers kamuy, puis l'ours est sorti de sa cage avec une corde autour du cou. On danse et on chante autour de l'ours, on lui donne de la nourriture et on lui fait une prière. Les hommes tirent des flèches décorées cérémoniellement sur l'ours, et le maître rituel tire la flèche fatale tandis que les femmes pleurent après l'ours. L'ours est étranglé avec des bâtons puis emmené à l'autel où les gens offrent des cadeaux à l'ours mort et prient à nouveau le kamuy. L'ours est démembré et la tête ramenée à l'intérieur. Il y a un festin avec de la chair d'ours bouillie, avec des représentations de yukar, des danses et des chants.
Le troisième et dernier jour du rituel, la tête de l'ours est écorchée et décorée d'inau et de cadeaux. Il est ensuite placé sur un bâton en forme de Y et tourné pour faire face aux montagnes à l'est. Cette partie du rituel consiste à envoyer l'ours dans les montagnes. Après un autre festin, le crâne est ramené vers le village pour symboliser le retour du kamuy dans son monde.
Dans la mythologie aïnoue, on pense que les Kamuy rentrent chez eux après le rituel et trouvent leurs maisons remplies de cadeaux des humains. Plus de cadeaux signifient plus de prestige et de richesse dans la société du kamuy, et le kamuy rassemblera ses amis et leur parlera de la générosité des humains, donnant envie aux autres kamuy d'aller eux-mêmes dans le monde des humains. De cette façon, les humains expriment leur gratitude envers le kamuy, et celui-ci continuera à leur apporter la prospérité.

## Quelques kamuy notables
- Ae-oina Kamuy, un héros culturel qui a enseigné aux humains les arts domestiques et sacrés
- Apasam Kamuy, Kamuy du seuil
- Cikap-kamuy / Kotan-kor-kamuy, le dieu des hiboux et de la terre
- Cironnup Kamuy, dieu des renards
- Hasinaw-uk-kamuy, déesse de la chasse
- Hoyau kamui, dieu dragon
- Kamuy-huci, déesse du foyer
- Kandakoro Kamuy, le créateur principal, le dieu du ciel
- Kanna Kamuy, Kamuy du tonnerre et de la foudre
- Kenas-unarpe, un monstre buveur de sang qui s'attaque aux chasseurs
- Kim-un-kamuy, le dieu des montagnes et des ours
- Kina-sut-kamuy, le dieu des serpents
- Kotan-kar-kamuy, dieu de la création
- Kunnecup-kamuy, le dieu de la lune
- Mosirkara Kamuy, créateur de la terre
- Nusa-kor-kamuy, messager des dieux et représentant des morts
- Pauchi Kamuy, un esprit maléfique responsable de la folie
- Repun Kamuy, l'épaulard, le dieu de la mer
- Shiramba Kamuy, le dieu du bois, des céréales et de la végétation
- Tokapcup-kamuy, déesse du soleil
- Waka-ush Kamuy, déesse de l'eau douce
- Yushkep Kamuy, la déesse araignée
- Sarorun Kamuy, le dieu des marais. La personnification de la grue à couronne rouge (Grus japonensis), qui vit dans les habitats humides de l'est d'Hokkaido et du sud de Sakhaline. D'autres espèces d'oiseaux résidents et migrateurs portent également le nom de Kamuy.

## Dans les noms (onomastique)
Kamuy peut être trouvé dans les noms propres, en particulier les noms de lieux à Hokkaido, tels que Kamuikotan (神居古潭, littéralement « Village de Kamuy ») ou Cap Kamui (神威岬, Kamui-misaki). Kamui (神威) est également un nom propre masculin, et l'orthographe est la même que le mot shin'i qui signifie « pouvoir divin ».

## Nommage des étoiles
L'étoile HD 145457 (en), située dans la constellation de la Couronne boréale (Corona Borealis) porte ce nom.